# Жуан Карлуш ді Олівейра
Жуан Карлуш ді Олівейра  (порт. João Carlos de Oliveira, 28 травня 1954) — бразильський легкоатлет, олімпійський медаліст.

## Виступи на Олімпіадах
| Олімпіада     | Дисципліна        | Місце             |
| ------------- | ----------------- | ----------------- |
| Монреаль 1976 | стрибки у довжину | 5                 |
| Монреаль 1976 | потрійний стрибок | 3                 |
| Москва 1980   | стрибки у довжину | 12 (кваліфікація) |
| Москва 1980   | потрійний стрибок | 3                 |